# Phạm Ngọc Việt
Phạm Ngọc Việt là một tướng lĩnh Công an nhân dân Việt Nam hàm Trung tướng. Ông hiện giữ chức vụ Ủy viên Đảng ủy Công an Trung ương, Bí thư Đảng ủy, Cục trưởng Cục An ninh nội địa, Bộ Công an.

## Tiểu sử
Ông sinh ra và lớn lên tại thôn 4 xã Hồng Sơn, huyện Hàm Thuận Bắc, tỉnh Bình Thuận.
Ông từng là Đại tá, Phó Giám đốc Công an tỉnh Bình Dương
Tháng 12 năm 2019, ông là Đại tá, Phó Cục trưởng Cục An ninh nội địa, Bộ Công an.
Tháng 7 năm 2020, ông được Bộ trưởng Bộ Công an bổ nhiệm giữ chức vụ Cục trưởng Cục An ninh nội địa, Bộ Công an.
Ngày 11 tháng 9 năm 2020, ông nhận quyết định thăng cấp bậc hàm Thiếu tướng của Chủ tịch nước Nguyễn Phú Trọng.
Ngày 11/9/2023 Ông được Chủ tịch nước Võ Văn Thưởng thăng cấp bậc hàm Trung tướng công an nhân dân.

## Lịch sử phong, thăng cấp bậc hàm
| Năm         | —        | —         | —      | —        | —        | —         | 03.2015 | 09.2020     | 09.2023     |
| Cấp hiệu    |          |           |        |          |          |           |         |             |             |
| Cấp bậc hàm | Trung úy | Thượng úy | Đại úy | Thiếu tá | Trung tá | Thượng tá | Đại tá  | Thiếu tướng | Trung tướng |